# City Hunter Special: Amore, destino e una 357 Magnum
City Hunter: Amore, destino e una 357 Magnum (シティーハンター 愛と宿命のマグナム?, Shitī huntā: Ai to shukumei no magunamu) talvolta contratto in City Hunter: L&D, è un film d'animazione del 1989 diretto da Kenji Kodama.
Film anime, tratto dalla serie televisiva City Hunter, uscito nelle sale giapponesi il 17 giugno 1989, mentre è stato pubblicato in Italia in VHS e DVD dalla Yamato Video, e trasmesso su MTV Italia nel 2004 e sul canale satellitare Man-Ga nell'ottobre 2011 e su Italia 2 il 16 settembre 2020, per la prima volta in versione rimasterizzata.

## Trama
La poliziotta Saeko Nogami si dirige all'aeroporto Narita di Tokyo per incontrare un trafficante d'informazioni, Kirchmann, disposto a vendere informazioni segrete al governo giapponese; questi arriva e butta di soppiatto una busta in un cestino dei rifiuti; nessuno se ne accorge tranne un uomo di mezza età con baffi, che sta guardando Kirchmann con attenzione dal piano superiore. Poco dopo comincia una notevole calca; giornalisti tentano di intervistare una passeggera dello stesso aereo, Nina Stemberg, nota pianista della Galeria; il suo paese è diviso da molti anni in due nazioni, Galeria Ovest e Galeria Est (un possibile riferimento alla Germania, dato che il film uscì in Giappone a metà del 1989, poco prima della Caduta del Muro di Berlino); la giovane donna, originaria della parte occidentale, è difesa dal suo manager, il nonno Klaus Stemberg. All'improvviso, l'uomo al piano superiore estrae una pistola con silenziatore e spara due colpi; il primo distrugge la catena delle manette che Kirchmann ha usato per legare a sé la sua ventiquattrore, che viene presa da un uomo biondo che scappa; quando Saeko tenta di inseguirlo, Kirchmann la ferma dicendole che le informazioni non sono lì, ma il secondo colpo del tiratore misterioso lo prende in mezzo alla fronte, uccidendolo sul colpo.
Nella confusione che ne segue, Nina si allontana dal nonno; fuori nel parcheggio, il ladro della valigetta ed il killer si ritrovano in macchina; il ladro è Gunther, un agente della Galeria Est di stanza all'ambasciata del suo paese in Giappone; il killer è una delle migliori spie dello stesso paese, il colonnello Johann Friedrich von Herzen.
A Shinjuku, Kaori si lamenta della mancanza di lavoro, ignorata da Ryo che considera il periodo di 48 giorni di dolce far niente un motivo per festeggiare; con grande ira e scoraggiamento di Kaori, prima Ryo rifiuta di distribuire volantini pubblicitari per la loro attività, poi arriva Reika Nogami, sorella di Saeko e collega di Ryo, a sedurre lo sweeper che allupato come sempre non si fa pregare; Kaori, affranta, si reca al Cat's Eye. Qui arriva dopo anche Ryo, mentre Kaori fa pratica di tiro nel poligono in cantina con Miki, mentre Umibozu sta al bancone. Poco dopo arriva Nina Stemberg, e dopo gli immancabili tentativi di Ryo di provarci con lei, la ragazza confessa di aver avuto i nomi di Ryo e Umibozu da Maki Himuro, sua compagna nel collegio per musicisti che frequenta; Nina vuole rintracciare suo padre, di cui sua madre non le ha mai parlato e suo nonno si rifiuta di discutere; l'unico indizio a disposizione è un ciondolo della madre che Nina ha ereditato, con la scritta "da J. a S.": S. sta per Sofia Stemberg, madre di Nina, J. dovrebbe essere l'ipotetico padre. Ryo accetta, ma Umibozu si inserisce perché Ryo è inaffidabile e perché Nina è grande amica di Maki.
All'ambasciata della Galeria Est, l'ambasciatore Bondan fruga inutilmente nella valigetta di Kirchmann; l'uomo è furioso perché vuole prendersi il merito dell'operazione condotta dal colonnello Herzen, il quale conferma che Kirchmann non ha avuto tempo di fare nulla dall'uscita al gate fino alla sua esecuzione; Herzen conclude intimando a Bondan e Gunther di star fuori dalla faccenda, ma l'ambasciatore non si arrende e ordina a Gunther di seguire Herzen; questi passa in un'altra stanza dove il suo fedele agente Heugen rivela che l'ultimo contatto di Kirchmann è stato con Klaus e Nina Stemberg.
Nina si trasferisce a casa di Ryo, che esce senza dire dove va; la gelosissima Kaori lo segue e lo scopre con Reika, ma non sentendo tutto equivoca le sue intenzioni e lo martella; a casa, Ryo comincia la serie di attacchi a Nina, sventati da Kaori con vari mezzi (tra cui spicca il fedele martellone); Nina, pentendosi di aver seguito l'allupato sweeper, vuole tornare in albergo e chiama il preoccupatissimo nonno. Gunther si intromette e prende Klaus in ostaggio; l'intervento di Ryo (che stupisce Nina rivelando l'altro lato del suo carattere, quello serio e professionale) manda a monte tutto, ma anche Herzen è in agguato; Ryo lo sente, però l'arrivo di Umibozu mette la spia in minoranza, e l'uomo se ne va. Dopo gli avvenimenti, Umibozu si sostituisce a Ryo per la notte.
Il giorno dopo, mentre Ryo e Kaori vanno all'albergo per dare il cambio a Umibozu, Herzen parla con Klaus e gli fa ammettere che Kirchmann ha messo un microfilm nel ciondolo di Nina; Klaus vuole usarlo per tenere Herzen lontano da Nina, ma questi lo avverte che si sta infilando in un gioco pericoloso; alla fine i due si accordano per scambiare il film poco prima che Nina parta, tra 2 giorni. Nell'ascensore, Herzen si imbatte in Nina e si comporta con grande gentilezza nei suoi confronti. Nell'atrio, Ryo e Herzen si incrociano riconoscendosi, e dopo qualche attimo di tensione Herszen esce; Saeko compare e informa Ryo della sua identità: Johann Friedrich von Herzen è la spia nº1 della Galeria Est, nonché una delle migliori d'Europa, tanto da essere soprannominato La Morte Rossa (nei dialoghi giapponesi "Il Dio Rossastro della Morte"); la poliziotta aggiorna Ryo sugli eventi dell'aeroporto, e rimane stupita che Ryo abbia a che fare con gli Stemberg, avendo già intuito lo scambio di Kirchmann. Gunther effettua un secondo tentativo, che Ryo sventa colpendolo all'indice della mano destra, tranciandolo di netto!
La sera, a casa Saeba c'è un confronto verbale tra Ryo, Kaori, Saeko e Klaus; Ryo ora è certo che Herzen sia il padre di Nina, per via dell'iniziale; Reika entra e conferma, rivelando che anni prima, Herzen era ufficialmente vice-ambasciatore nella Galeria Ovest: insieme all'ambasciatore Steiner era assiduo frequentatore dei concerti di Sofia Stemberg, di cui entrambi erano spasimanti; presto la nota pianista scelse Herzen, e gli rivelò la gravidanza; Herzen avrebbe voluto portare Sofia e Nina con sé nell'Est, ma scelse d'accordo con Sofia di non coinvolgerle nel mondo dello spionaggio. Su questo Klaus dà una versione dei fatti distorta. A loro insaputa, Nina ascolta tutto da un'altra stanza, e il giorno dopo parla con Ryo, che promette di farla incontrare col padre affinché possano chiarirsi; paragonando la storia dei genitori col rapporto tra Ryo e Kaori, Nina chiede perché Ryo non corrisponda i sentimenti della sua assistente; Ryo le risponde: "Una donna ama per tutta la vita, io posso amare solo per qualche momento!".
D'improvviso irrompe un commando militare della Galeria Est; Ryo li mette in fuga ma i soldati sequestrano Kaori e Klaus Stemberg. Al nascondiglio di Bondan, Herzen lo rimprovera aspramente sapendo che Ryo Saeba verrà a rimprenderseli, e non ha dubbi sull'esito, nonostante il capitano Leipniz, il capo dei commando della Galeria, lo derida. Il colonnello va a trovare Klaus e Kaori, per prendere la cimice che Ryo mette sui vestiti di Kaori per trovarla, e scopre che Nina sa di lui. Scioccato, avvisa Heugen di chiamarlo appena Saeba arriverà. Intanto, Saeko rivela che la Galeria Est opera da un edificio fuori città, un club esclusivo usato come copertura; Umibozu decide di partecipare alla battaglia.
Saeko fa da guardia del corpo a Nina, mentre la ragazza esegue uno dei pezzi preferiti della madre, ignara che suo padre sta suonando quello stesso pezzo nel nascondiglio. Ryo e Umibozu attaccano, sfondando le difese sulla jeep del mercenario calvo, finché un RPG non la distrugge; i due si separano e proseguono. Herzen viene avvertito da Heugen e si muove, mentre Nina continua a suonare. Umibozu toglie di mezzo gli ultimi commando ma deve vedersela con Leipniz, grande e grosso come lui; il loro duello devasta il complesso. Gunther prende Kaori e Klaus come scudi umani, ma Ryo gli trancia anche l'altro indice con la sua Colt Python, suggerendogli un lavoro d'ufficio; Gunther invece va all'armeria e fa esplodere tutto, distruggendo l'edificio; Ryo, Kaori e Klaus scappano e sono raggiunti da Umibozu, il quale ha sistemato Leipniz; anche Bondan se l'è cavata, e dalle fiamme spunta Herzen; la spia non ha più interesse alla sua missione: vuole sapere se anni fa ha fatto la cosa giusta abbandonando Sofia e Nina, o ha sbagliato non dando una speranza alla loro storia come invece hanno fatto Ryo e Kaori; lo sweeper e l'agente segreto si affrontano in duello con la pistola, con Umibozu per testimone; prima di rinfoderare la Python, Ryo ricarica il tamburo con una sola pallottola. Ryo colpisce Herzen al cuore, mentre Herzen ha la sfortuna di colpire il ciondolo di Nina, che Ryo si era fatto dare con il microfilm dentro; Heugen, triste, prende nota della morte del superiore e se ne va; Bondan fugge in preda al panico; Nina, che sta ricevendo gli applausi del pubblico, ha un tremendo presagio nell'udire una corda del piano spezzarsi.
Tornato all'ambasciata, Bondan ha un'altra brutta sorpresa; Heugen gli presenta Steiner, il vecchio amico di Herzen e spasimante di Sofia, ora direttore dei Servizi Segreti in Galeria Est; per quello che ha combinato (l'intralcio alla missione di Herzen, il coinvolgimento e la perdita dei commando, la distruzione del nascondiglio) Bondan sarà rimpatriato e mandato in un campo di lavoro; dal canto suo Steiner ripensa con nostalgia quando una ventina d'anni prima entrambi facevano la corte a Sofia..
Qualche giorno dopo al porto, con tutti i protagonisti a salutare Nina, Ryo si scusa per non averle portato il padre e rovinato il ciondolo, ma Nina (da tempo infatuata di Ryo) preferisce che il ciondolo lo abbia salvato; mentre la ragazza sale sulla nave, arriva Saeko per informare Ryo che la Galeria Orientale ha ufficialmente riconosciuto la dipartita di Johann Friedrich von Herzen; eppure Nina se lo trova davanti a bordo, ferito ma vivo; Ryo ha usato un proiettile con poca polvere che è penetrato in superficie senza raggiungere il cuore; l'inganno è servito a raggirare Bondan e Heugen, i soli che avevano interesse nella sorte di Herzen. Ufficialmente morto, Herzen è uscito dall'ambiente dello spionaggio ed è libero di recuperare il tempo perduto con la figlia.
Sulla banchina, Miki chiede al suo Falcon chi ha vinto davvero tra Ryo e Herzen; Umibozu risponde che nessuno dei due era interessato a vincere in quell'occasione, quindi non sa cosa rispondere, se non che alla fine lui è il solo capace di uccidere Ryo!

## Colonna sonora
Le musiche del film sono state composte da Takayuki Hattori, al posto di Tatsumi Yano, autore della colonna sonora della serie TV; la canzone che introduce i titoli di testa è Shuumatsu no Soruja (Weekend Soldier), cantata da Mika Kaneko; la canzone che introduce i titoli di testa è Juurokuya (16th Night), cantata da Mariko Takahashi.

## Citazioni
Maki Himuro, citata da Nina quando si presenta al Cat's Eye, è la figlia di un ex commilitone di Umibozu/Falcon, aiutata da Ryo in una storia del manga (e in due puntate della serie TV che ne costituiscono la trasposizione animata, intitolate Il segreto di Falcon parte prima e seconda). Alla fine, Maki si reca a studiare violino in Europa, salutando Umibozu che l'ha mantenuta di nascosto negli studi come ringraziamento al padre defunto.